# Philip Anglim
Philip Anglim (* 11. Februar 1953 in San Francisco, Kalifornien) ist ein US-amerikanischer Film- und Theaterschauspieler.

## Leben
Anglim begann seine Karriere am Broadway. Er verkörperte 1978 den Titelcharakter in dem Theaterstück Der Elefantenmensch. Für seine Darstellung wurde er mit dem Theatre World Award und dem Drama Desk Award ausgezeichnet sowie für den Tony Award nominiert. In der Neuverfilmung des Spielfilms Der Elefantenmensch, die 1982 produziert wurde, verkörperte Anglim erneut die tragische Hauptrolle und wurde für seine darstellerische Leistung für den Emmy und den Golden Globe nominiert.
1983 wurde Anglim durch seine Rolle als Dane O’Neill in der australisch-US-amerikanischen Bestseller-Verfilmung Die Dornenvögel einem Millionen-Fernsehpublikum bekannt. Es folgten Nebenrollen in den Filmen Das letzte Testament (1983) und The Man Inside – Tödliche Nachrichten (1990). In der 1991 erschienenen französischen Filmbiografie Geliebte Milena verkörperte Anglim Franz Kafka. Weitere Bekanntheit erlangte er durch seine Darstellung des Vedek Bareil Antos in der Science-Fiction-Serie Star Trek: Deep Space Nine, ein Charakter, den er von 1993 bis 1997 in acht Episoden spielte.

## Filmografie (Auswahl)
- 1982: The Elephant Man (Fernsehfilm)
- 1982: Macbeth (Fernsehfilm)
- 1983: Die Dornenvögel (The Thorn Birds, Fernsehmehrteiler)
- 1983: Das letzte Testament (Testament)
- 1987: Malone
- 1988: Schwarzer Sommer
- 1990: The Man Inside – Tödliche Nachrichten (The Man Inside)
- 1991: Geliebte Milena (Milena)
- 1993–1997: Star Trek: Deep Space Nine (Fernsehserie, 8 Episoden)
- 1998: Dallas – Kampf bis aufs Messer (Dallas – War of the Ewings, Fernsehfilm)

## Auszeichnungen und Nominierungen
- 1979: Tony-Award-Nominierung als bester Hauptdarsteller in einem Theaterstück für The Elephant Man
- 1979: Auszeichnung mit dem Theatre World Award für seine Darstellung in The Elephant Man
- 1979: Auszeichnung mit dem Drama Desk Award für seine Darstellung in The Elephant Man
- 1982: Emmy-Nominierung als bester Hauptdarsteller in einer limitierten Serie oder einem Special für The Elephant Man
- 1983: Golden-Globe-Nominierung als bester Hauptdarsteller in einem Fernsehfilm für The Elephant Man